# Znělá velární ploziva
Znělá velární ploziva je souhláska, která se vyskytuje v některých jazycích. V mezinárodní fonetické abecedě se označuje symbolem ɡ, číselné označení IPA je 110, ekvivalentním symbolem v SAMPA je g.

## Charakteristika
- Způsob artikulace: ražená souhláska (ploziva). Vytváří se pomocí uzávěry (okluze), která brání proudění vzduchu a je na posléze uvolněna, čímž vzniká zvukový dojem – od toho též označení závěrová souhláska (okluziva).
- Místo artikulace: zadopatrová souhláska (velára). Uzávěra se vytváří mezi hřbetem jazyka a měkkým patrem.
- Znělost: znělá souhláska – při artikulaci hlasivky kmitají. Neznělým protějškem je k.
- Ústní souhláska – vzduch prochází při artikulaci ústní dutinou.
- Středová souhláska – vzduch proudí převážně přes střed jazyka spíše než přes jeho boky.
- Pulmonická egresivní hláska – vzduch je při artikulaci vytlačován z plic.

## V češtině
V češtině se tato hláska zaznamenává písmenem G, g.
Jako samostatný foném se /ɡ/ v domácích slovech využívá zcela výjimečně, především v citoslovcích. Vyslovované [ɡ] je v češtině obvykle znělou realizací (alofonem) psaného /k/, např. kde [gdɛ]. Původní praslovanské /ɡ/ se totiž během vývoje jazyka změnilo v dnešní /h/ [ɦ].